# Ястребиночка обыкновенная
Ястреби́ночка обыкнове́нная, или Ястребиночка волосистая (лат. Pilosella officinarum) — многолетнее травянистое растение семейства Астровые, или Сложноцветные (Asteraceae), вид рода Ястребиночка.

## Ботаническое описание

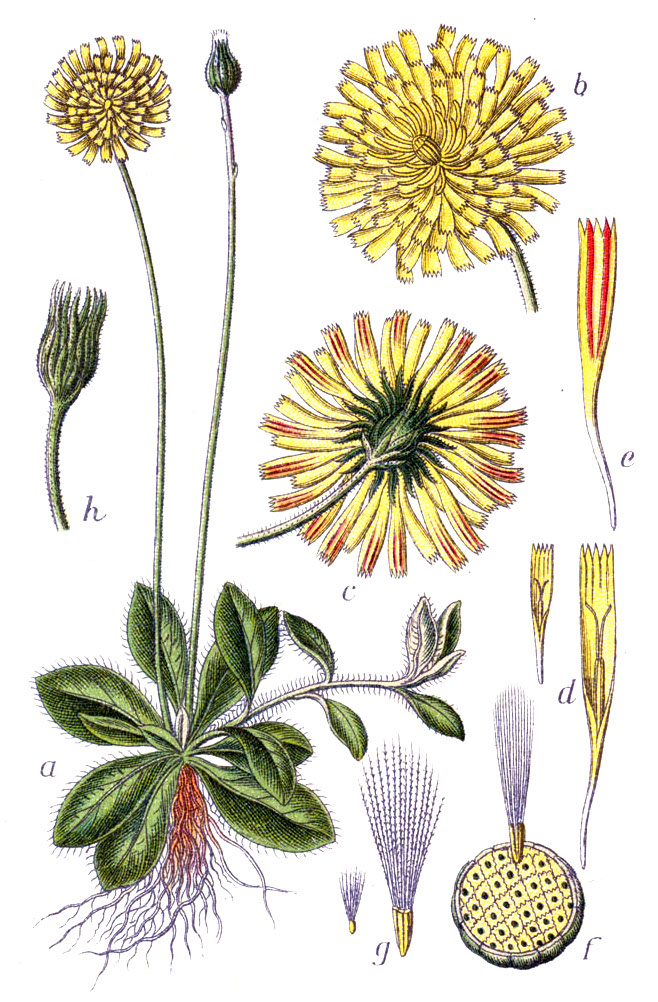

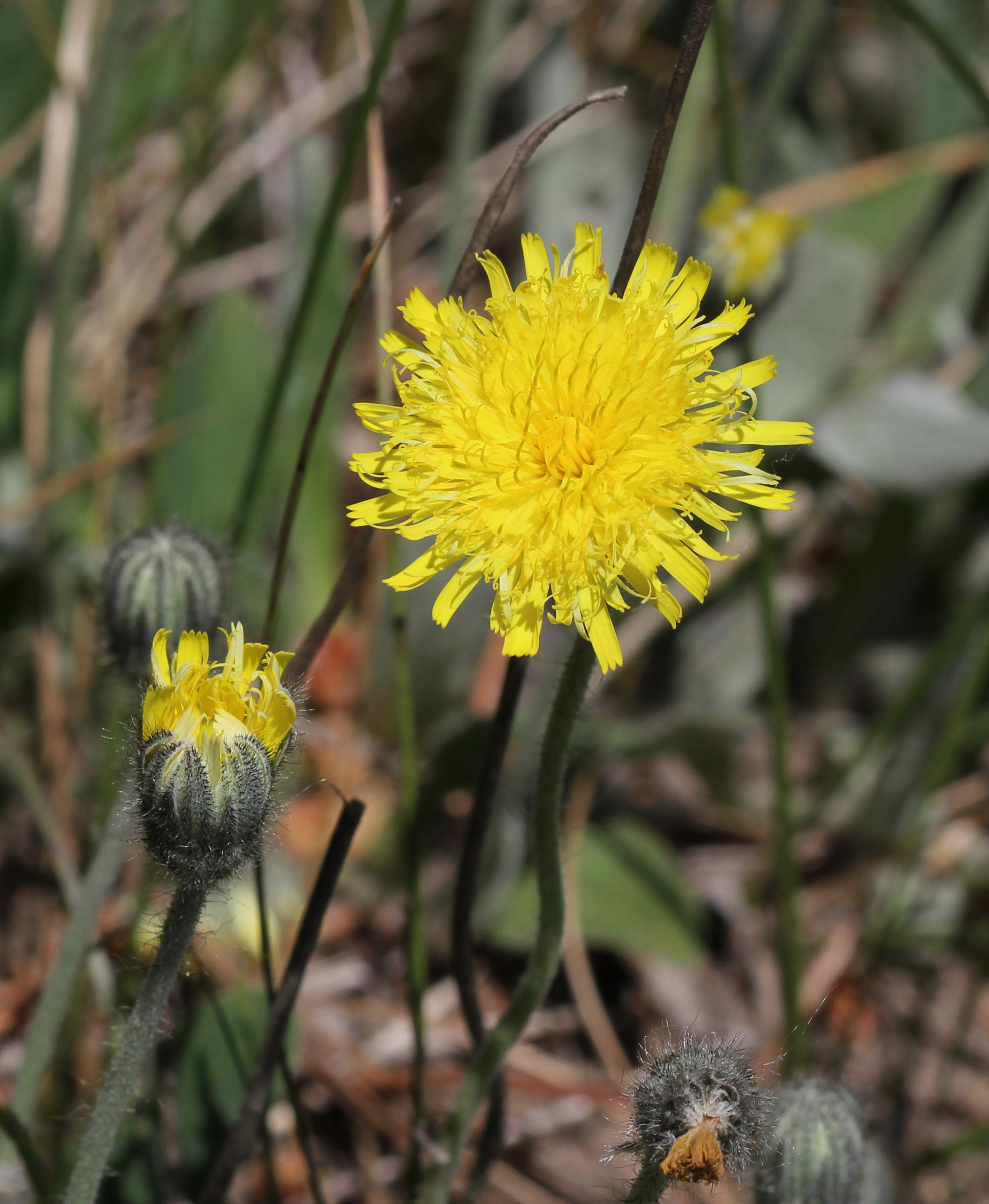
Цветок ястребинки волосистой

Невысокое (5—30 см высотой) многолетнее травянистое растение с ползучим корневищем и удлинёнными беловойлочными, длинноволосистыми, густо облиственными побегами.
Листорасположение очерёдное. Цветоносный стебель прямостоячий, безлиственный, опушён простыми длинными волосками с примесью чёрных железистых волосков, с одной сравнительно большой корзинкой (8—12 мм длиной) на верхушке. Прикорневые листья (1,5—7 см длиной, 0,7—2 см шириной) цельнокрайные, многочисленные, обратнояйцевидные или ланцетные, тупые, к основанию суживающиеся в черешок. Сверху листья зелёные или сизые, с нижней стороны беловойлочные.
Цветки собраны в одиночную корзинку цилиндрической или яйцеобразной формы. Обёртка черепитчатая (9—11 мм длиной, 8—15 мм шириной). Листочки обёртки линейные, покрыты звёздчатым пушком и железистыми волосками. Все цветки в корзинке язычковые с пятью зубчиками на верхушке, светло-жёлтые, двуполые, ароматные. Язычки краевых цветков внешне с красными полосками. Тычинок пять, сросшихся пыльниками, пестик один, завязь нижняя, столбик один с двухлопатным рыльцем.
Плоды — цилиндрические семянки без носика, до 2 мм длиной, тёмно-красные, с девятью продольными рёбриками.
Цветёт с мая по август, нередко повторно ещё и осенью. Опыляется насекомыми.

## Распространение и экология
Европейско-юго-западно-азиатский вид.
Растёт ястребинка в светлых местах сосновых и смешанных лесов, на лесосеках, пробелах, на сухих песчаных и зернистых почвах.

## Практическое применение
Лекарственное, медоносное, ядовитое и декоративное растение.
В народной медицине соцветия используют при болезнях желудка, желтухе, для возбуждения аппетита, от туберкулёза лёгких, лихорадочной реакции, нарывах в горле, как кровоостанавливающее средство, при дизентерии, геморрое, маточных кровотечениях, катаре толстых кишок, при кровотечениях из лёгких, для рассасывания опухолей кровеносных сосудов, как ранозаживляющее средство, свежие листья прикладывают к нарывам.
В ветеринарии используют против глистов, особенно у свиней, отваром растения моют больных животных, экстракт применяют против бруцеллёза. Эссенцию из свежих растений используют в гомеопатии.
Растение содержит дубильные вещества, смолу, слизь, кумарин и флавоноиды. Ястребинка волосистая — посредственный летний медонос, цветки охотно посещают пчёлы, хотя медопродуктивность её незначительная. 

Ядовита для овец.
Имеет декоративный вид, пригодна для декорирования сухих песчаных откосов, каменистых горок, может украсить солнечные сухие места в парках, лесопарках и скверах.
Хорошо размножается вегетативно — корневищами.

## Сбор, переработка и хранение
Собирают всё растение вместе с корнем во время цветения. Сушат в тени или на чердаках, под железной крышей. Высушенные растения содержатся в коробках, застланных бумагой.

## Классификация

### Таксономия[3]
Pilosella officinarum Vaill., 1754, Königl. Akad. Wiss. Paris Anat. Abh. 5: 703
Вид Ястребиночка обыкновенная относится к роду Ястребиночка семейства Астровые (Asteraceae) порядка Астроцветные (Asterales). Кладограмма в соответствии с Системой APG IV:
|  |                                      |  |                                   |                                   |                    |  | ещё 10 семейств | ещё 10 семейств |                           |  |                        |  | еще 302 подтвержденных и 194 в статусе "непроверенных" видов и инфравидовых таксонов | еще 302 подтвержденных и 194 в статусе "непроверенных" видов и инфравидовых таксонов |  |
|  |                                      |  |                                   |                                   |                    |  | ещё 10 семейств | ещё 10 семейств |                           |  |                        |  | еще 302 подтвержденных и 194 в статусе "непроверенных" видов и инфравидовых таксонов | еще 302 подтвержденных и 194 в статусе "непроверенных" видов и инфравидовых таксонов |  |
|  |                                      |  |                                   | порядок Астроцветные              |                    |  |                 |                 | род Ястребиночка          |  |                        |  |                                                                                      |                                                                                      |  |
|  |                                      |  |                                   | порядок Астроцветные              |                    |  |                 |                 | род Ястребиночка          |  | 2 инфравидовых таксона |  |                                                                                      |                                                                                      |  |
|  | отдел Цветковые, или Покрытосеменные |  |                                   |                                   | семейство Астровые |  |                 |                 | Ястребиночка обыкновенная |  |                        |  |                                                                                      |                                                                                      |  |
|  | отдел Цветковые, или Покрытосеменные |  |                                   |                                   |                    |  |                 |                 |                           |  |                        |  |                                                                                      |                                                                                      |  |
|  |                                      |  | ещё 63 порядка цветковых растений | ещё 63 порядка цветковых растений |                    |  |                 | ещё 1787 родов  | ещё 1787 родов            |  |                        |  |                                                                                      |                                                                                      |  |
|  |                                      |  |                                   | ещё 63 порядка цветковых растений |                    |  |                 |                 | ещё 1787 родов            |  |                        |  |                                                                                      |                                                                                      |  |

### Инфравидовые таксоны
- Pilosella officinarum subsp. officinarum
- Pilosella officinarum subsp. velutina (Hegetschw.) H.P.Fuchs